# 澤豐花園

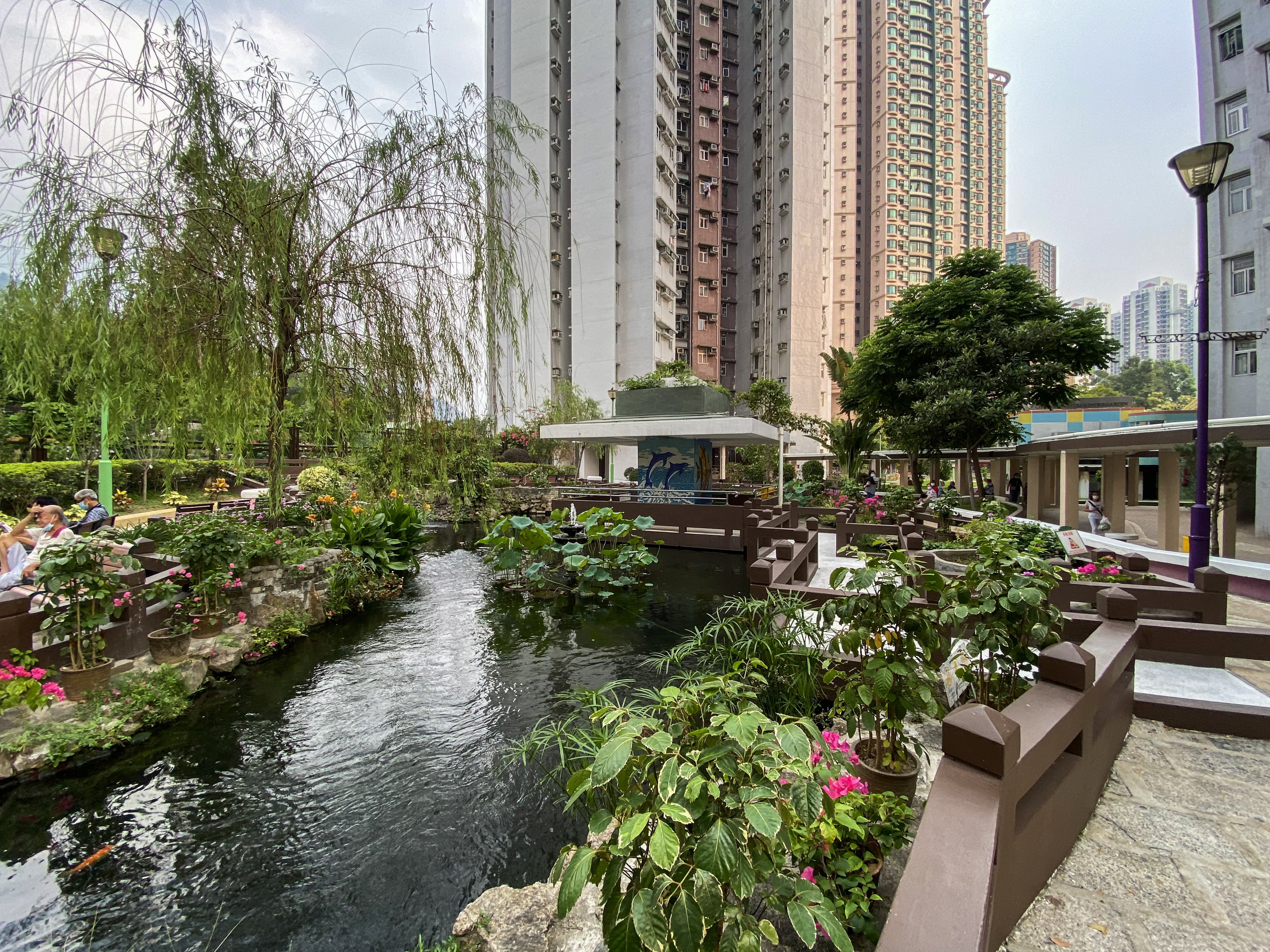
魚池

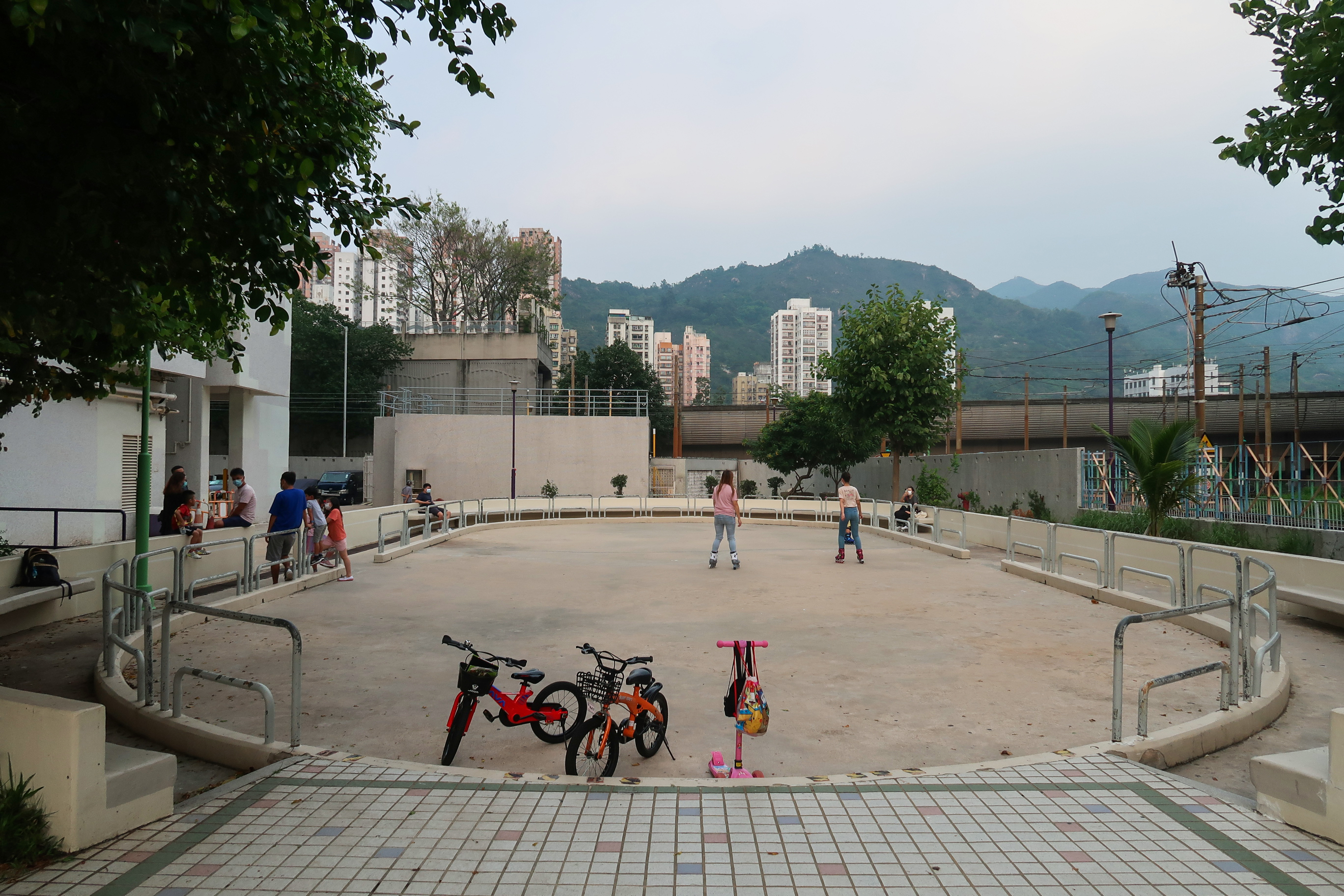
滾軸溜冰場

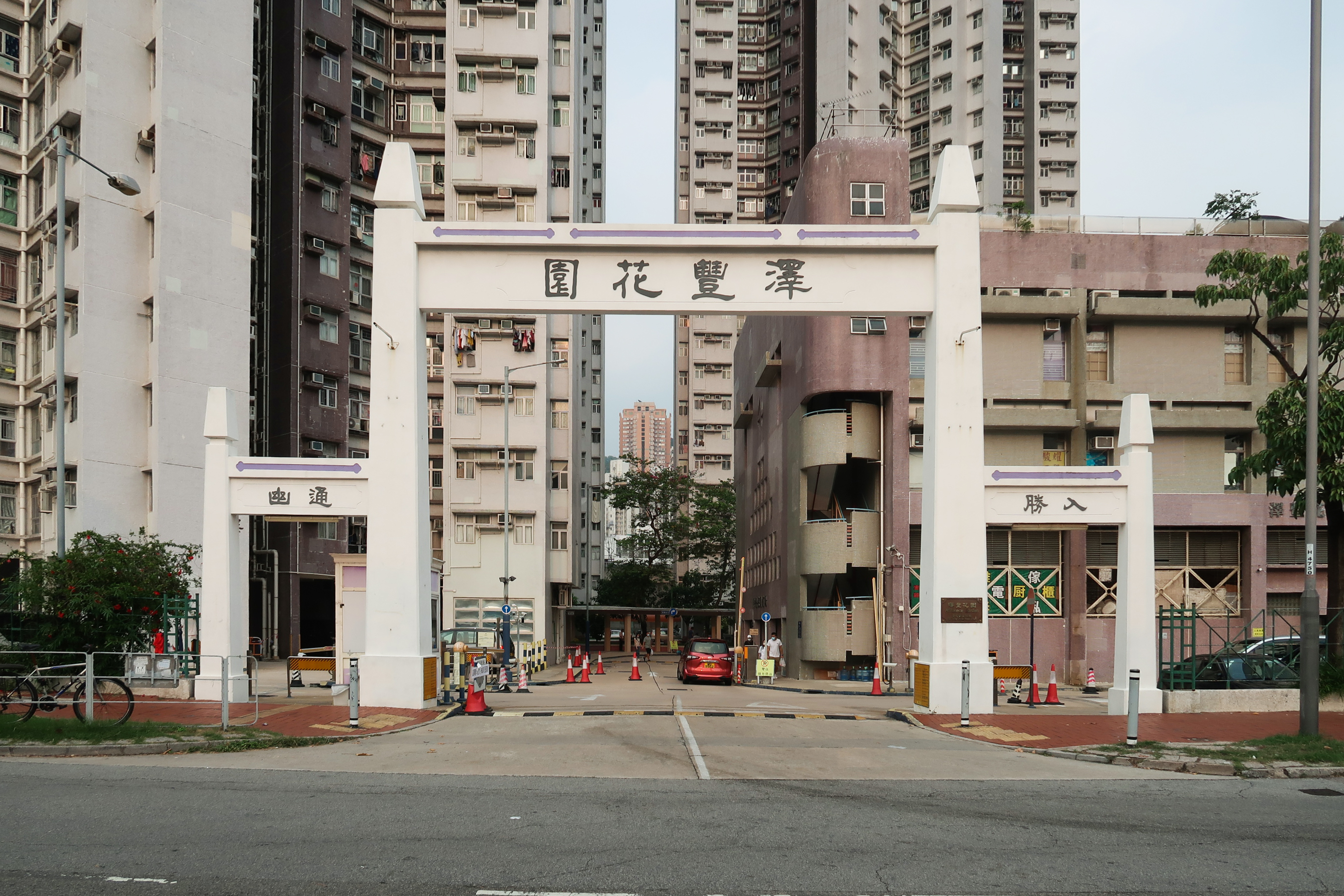
車道入口

澤豐花園（英語：Affluence Garden）是香港新界屯門的一個私人參建居屋屋苑，座落屯門河畔，地址為青松觀路33號，1989年落成，屬香港房屋委員會居者有其屋計劃第10期甲及第10期乙的私人參建居屋計劃屋苑，由上潤有限公司的附屬公司「澤安發展有限公司」（Leadchoice Development Limited）發展，由鍾華楠建築師事務所設計， 由2025年1月中旬起轉為佳定物業管理。屋苑原址是屯門河與良田村溪澗交匯之間的水田。

## 屋苑資料

### 樓宇
澤豐花園內有5座住宅樓宇，每層提供12個單位，總共2208個單位，單位建築面積由44至61 m2（470至660 sq ft）不等，實用面積則為42至55 m2（450至590 sq ft）不等，每座樓宇樓高36至37層，苑內有樓高4層的獨立商場，提供熟食街市、超市、進修中心，亦有獨立幼稚園以及托兒所等設施。此外，屋苑亦設有多個休閒地區及康樂設施，例如園藝觀賞水池、滾軸溜冰場、排球場、羽毛球場及數個兒童遊樂場等。
| 樓宇名稱（座號）             | 樓宇類型                        | 落成年份 | 樓宇層數 （住宅層數） | 每層伙數 | 每座單位數目（伙） | 建築師             | 承建商   | 提供升降機的廠商 |
| ---------------------------- | ------------------------------- | -------- | --------------------- | -------- | ------------------ | ------------------ | -------- | ---------------- |
| *澤國樓（第1座） （英語：Prosperland House）  | 私人機構參建居屋計劃 （雪花形） | 1989年   | 37                    | 12       | 444                | 鍾華楠建築師事務所 | （待查） | Goldstar         |
| *澤泰樓 （第2座） （英語：Felicitous House） | 私人機構參建居屋計劃 （雪花形） | 1989年   | 37                    | 12       | 444                | 鍾華楠建築師事務所 | （待查） | Goldstar         |
| *澤民樓（第3座） （英語：Civic House）  | 私人機構參建居屋計劃 （雪花形） | 1989年   | 37                    | 12       | 444                | 鍾華楠建築師事務所 | （待查） | Goldstar         |
| *澤安樓 （第4座） （英語：Pacific House） | 私人機構參建居屋計劃 （雪花形） | 1989年   | 37                    | 12       | 444                | 鍾華楠建築師事務所 | （待查） | Goldstar         |
| 澤富樓 （第5座） （英語：Opulent House）  | 私人機構參建居屋計劃 （雪花形） | 1989年   | 36                    | 12       | 432                | 鍾華楠建築師事務所 | （待查） | Goldstar         |

以 * 標示樓宇為2019冠狀病毒病香港疫情當中多名確診個案患者居住的大廈

### 商舖及設施
- 街市
- 商場
- 仁愛堂專業培訓中心（澤豐）
- 華潤萬家超級市場
- 博智補習社
- 基督教屯門靈光堂

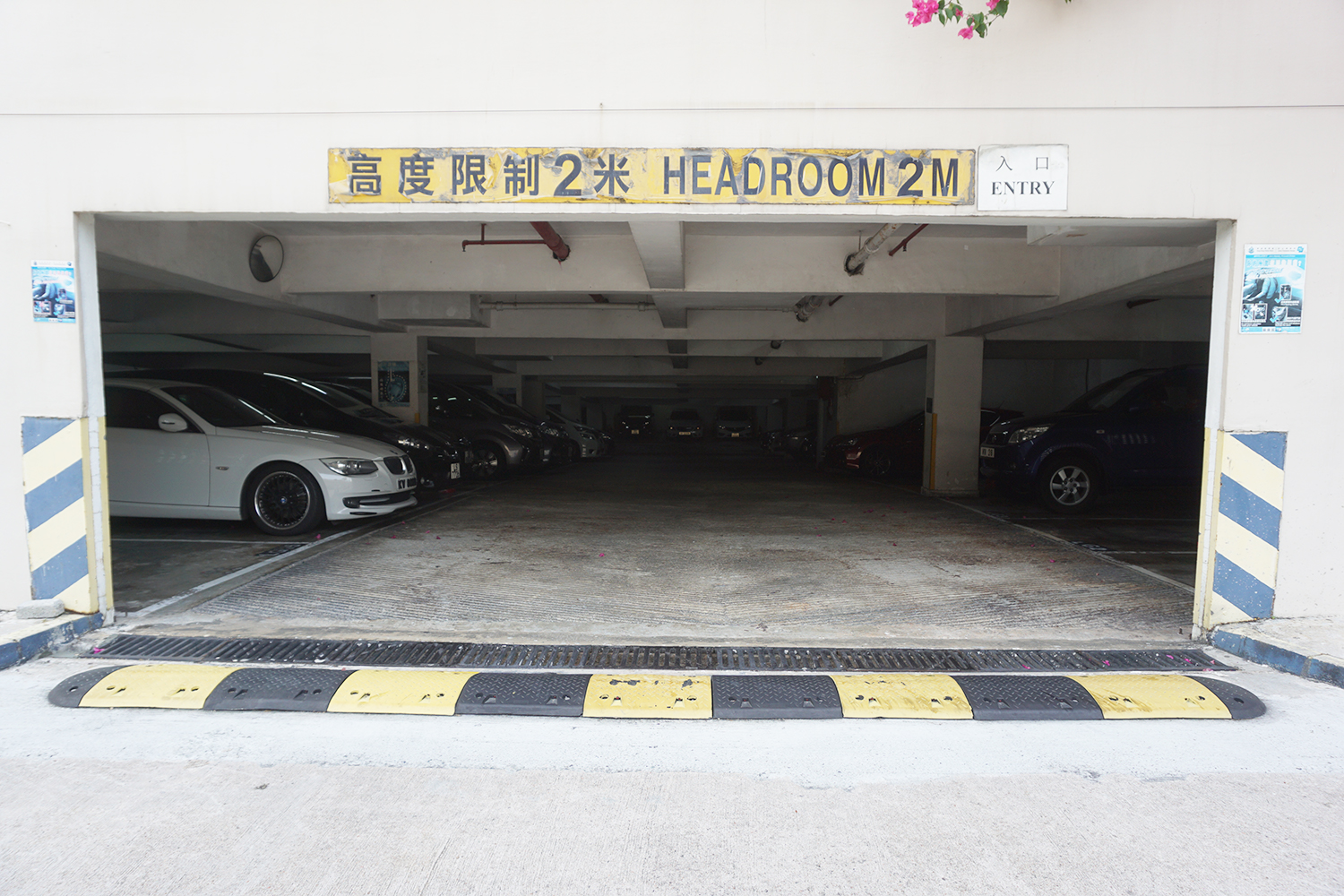
停車場入口
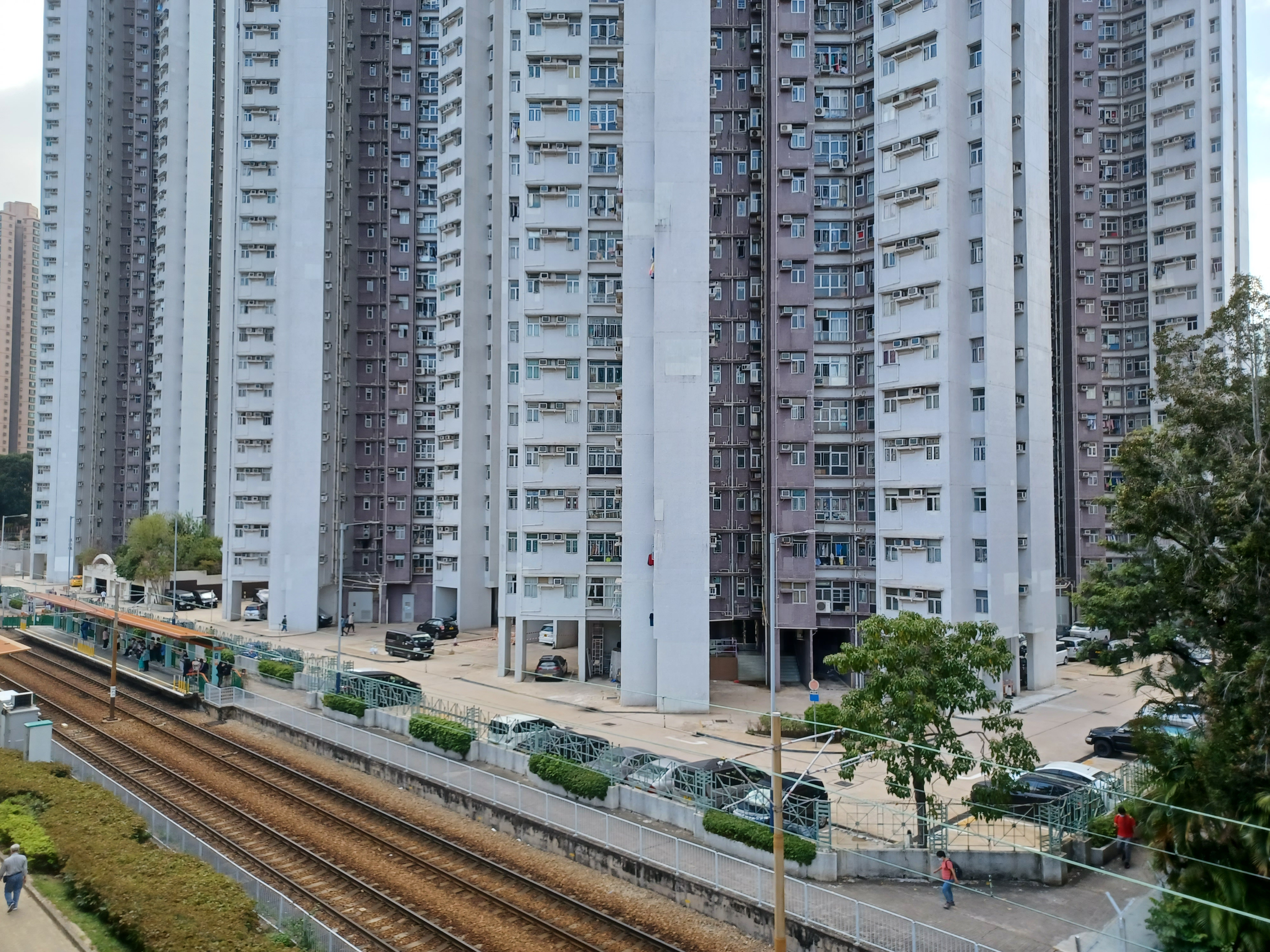
車道與各座樓下均設有多個車位
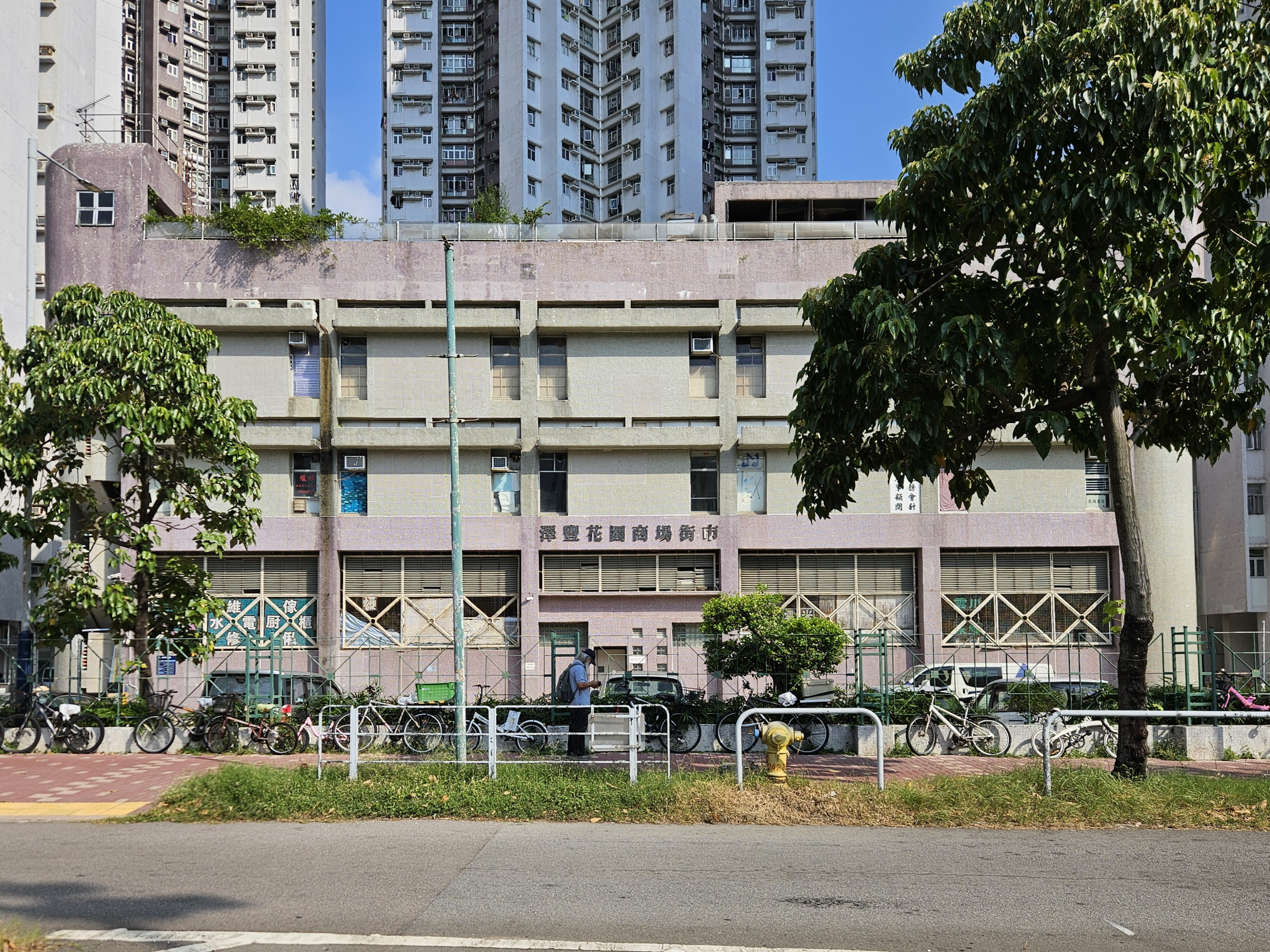
澤豐花園商場街市
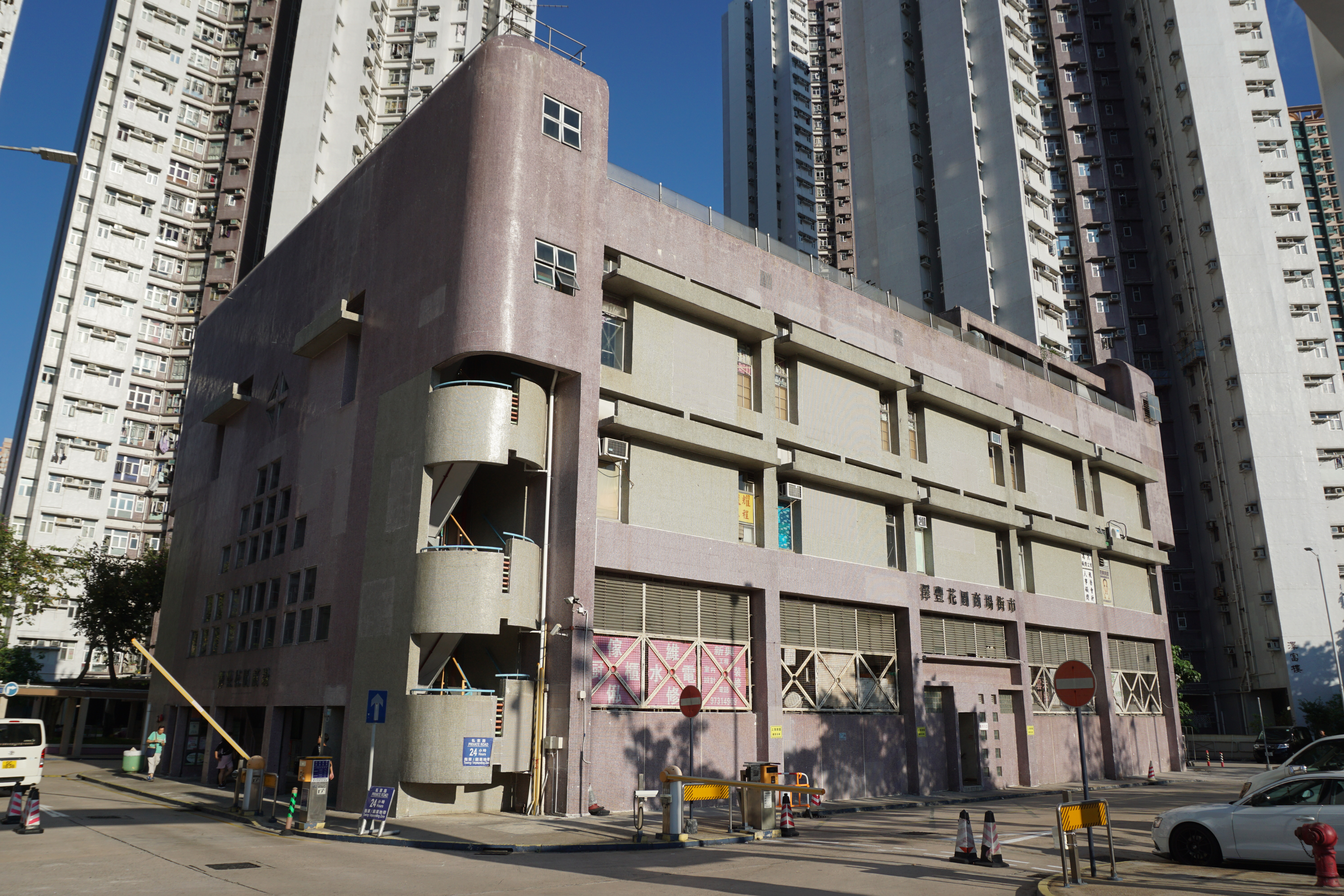
另一角度澤豐花園商場街市
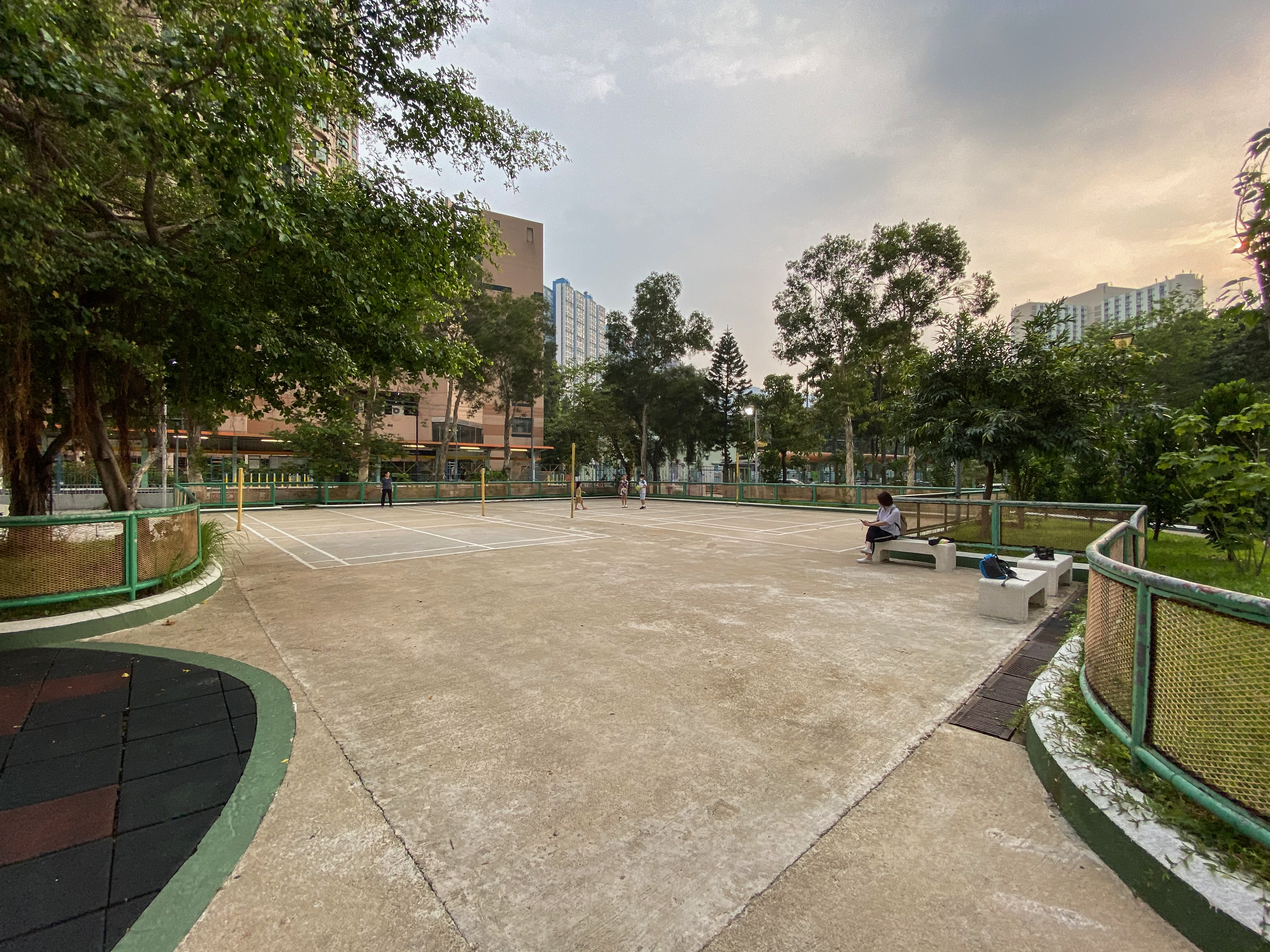
羽毛球及排球兩用球場
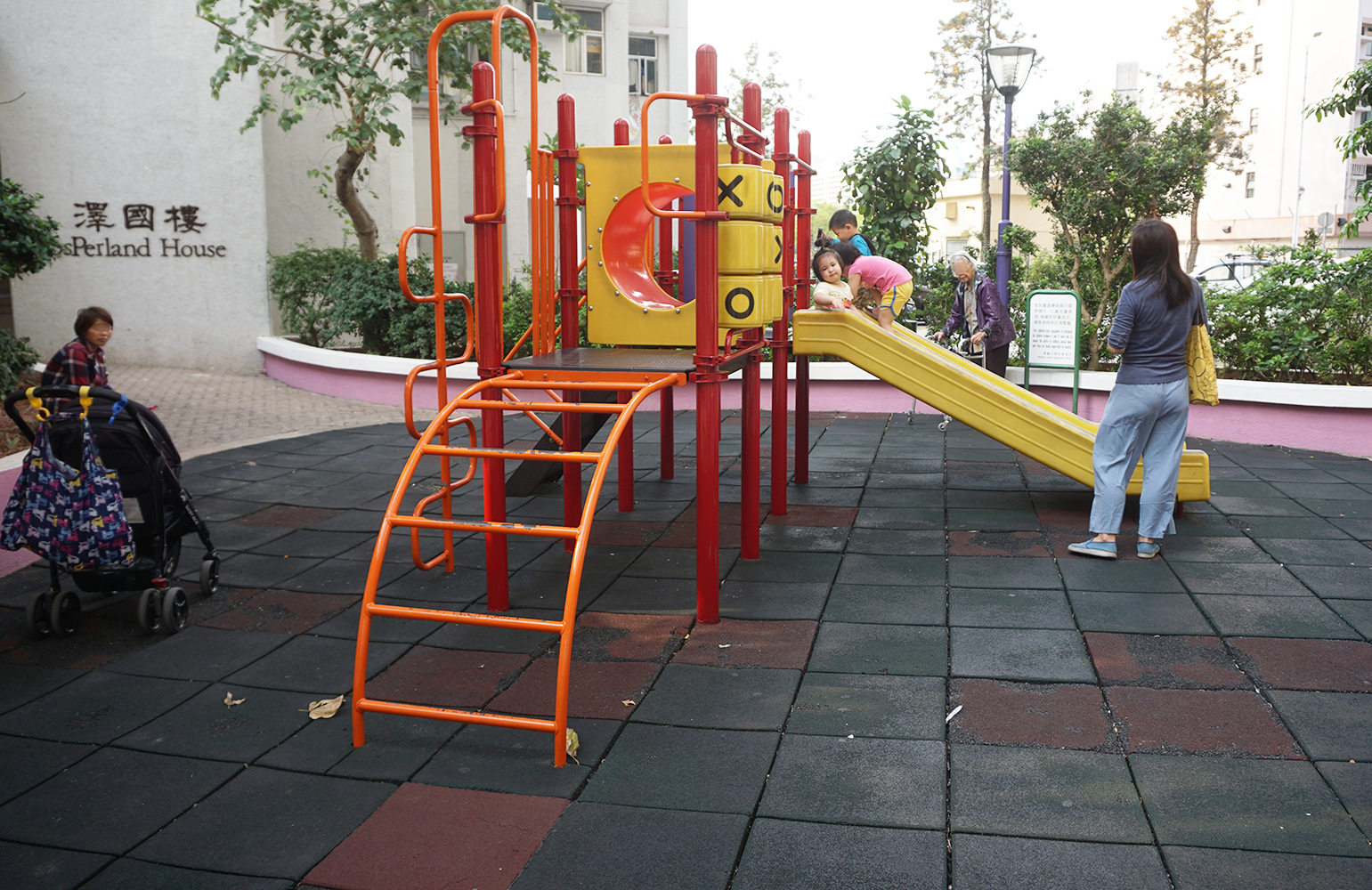
滑梯
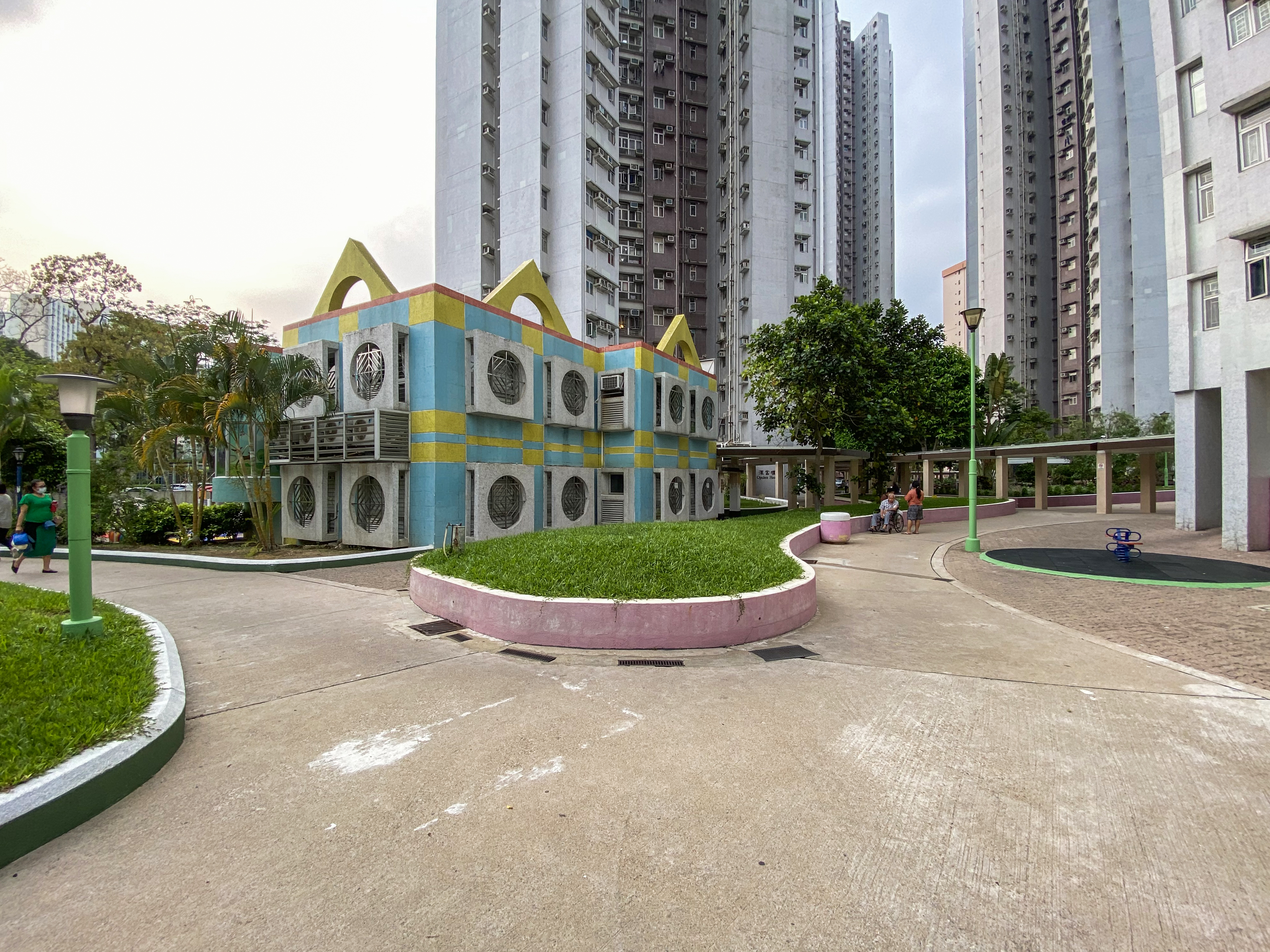
保良局蔡冠深幼稚園及彈簧搖搖板
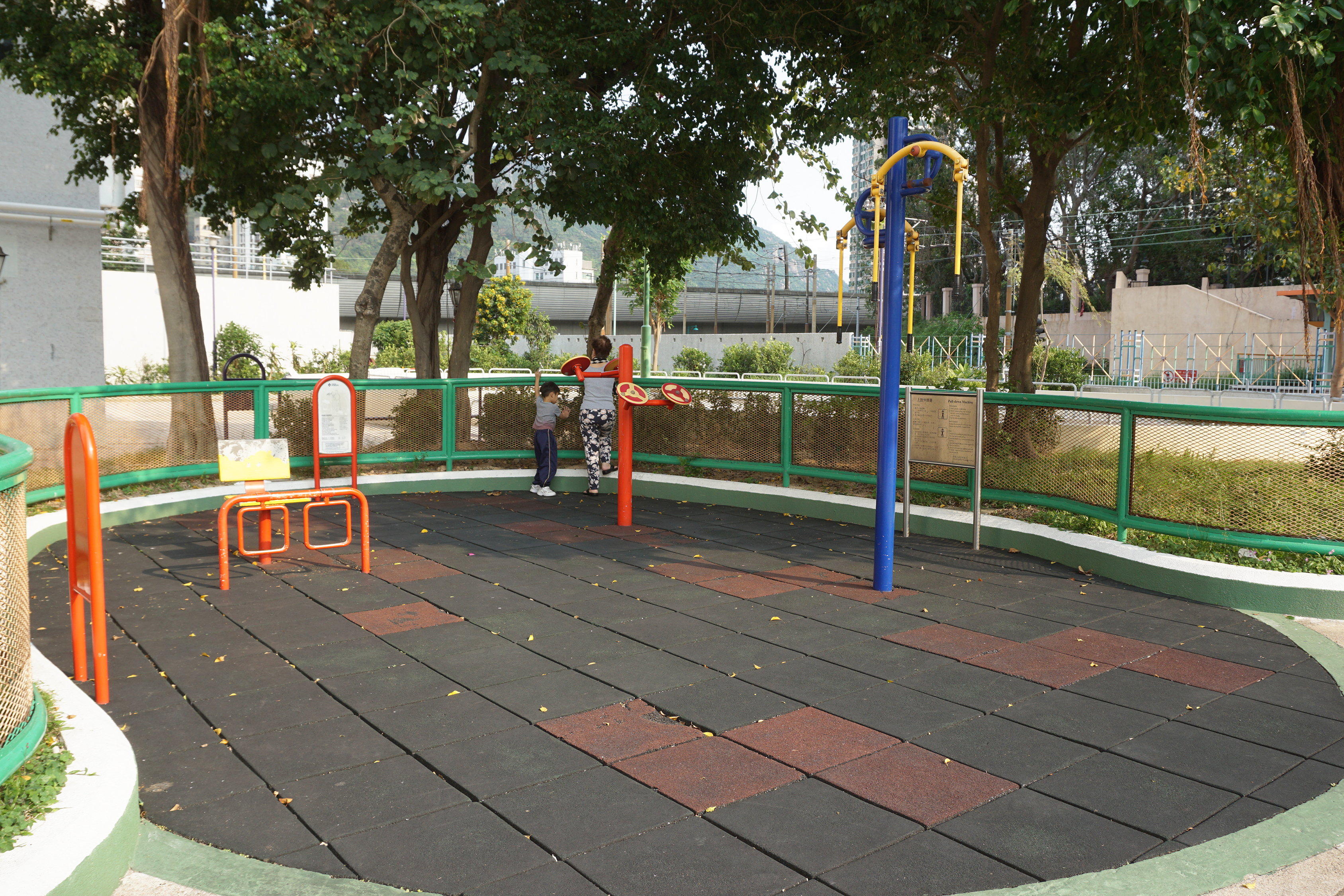
健體區
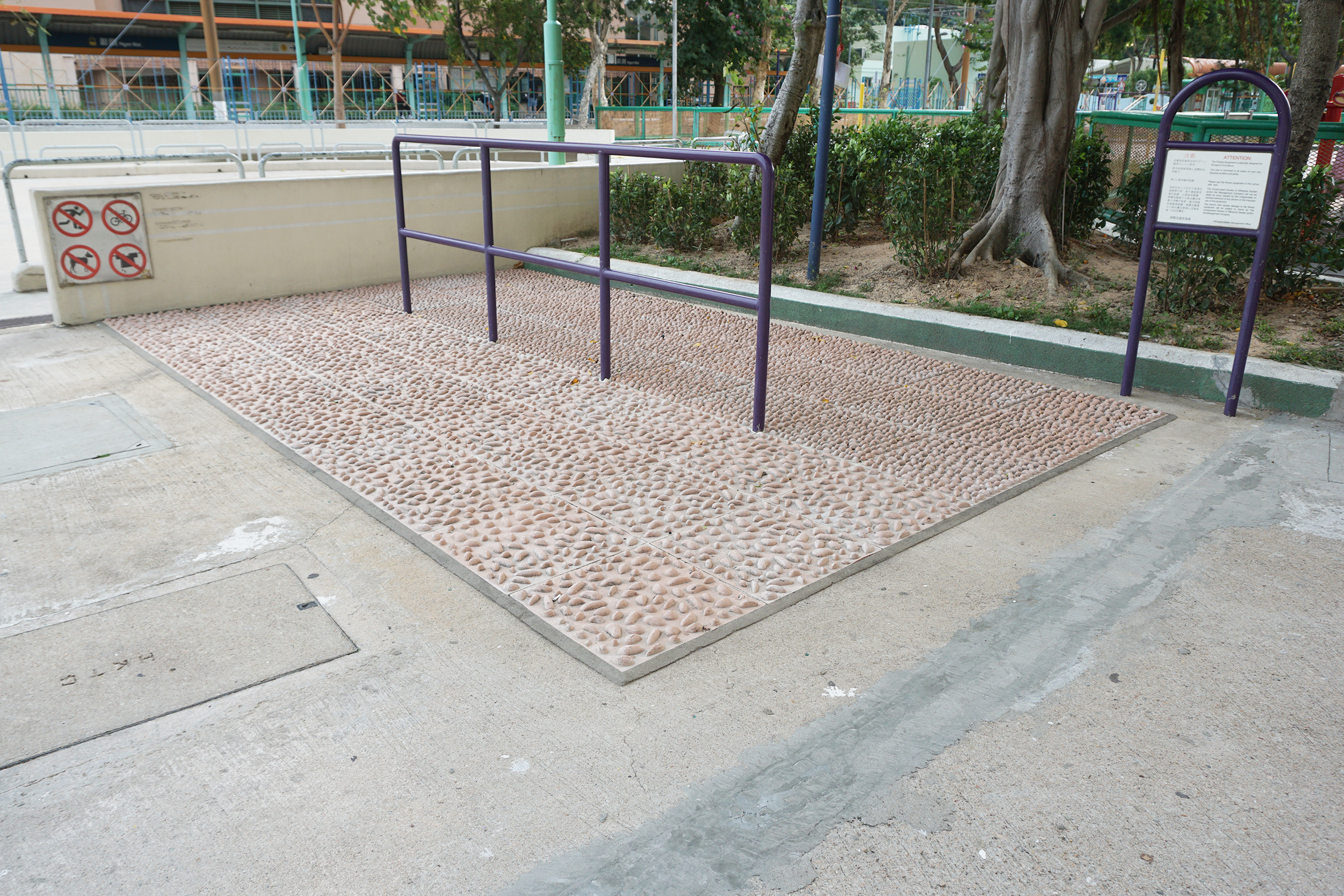
卵石路步行徑

### 區議員辦事處
已結業
- 曾振興議員辦事處：澤豐花園街市商場1樓18號舖[5]

## 鄰近公共設施
- 屯門鄧肇堅運動場
- 大興體育館
- 賽馬會仁愛堂游泳池
- 屯門醫院
- 青山醫院
- 銀圍休憩公園
- 屯門河畔公園
- 青松觀

## 鄰近建築
- 卓爾居
- 大興邨
- 青松觀道政府宿舍

## 鄰近學校
- 保良局蔡冠深幼稚園 （页面存档备份，存于）（2001年創辦，位於澤豐花園地下及2樓）
- 中華基督教會譚李麗芬紀念中學
- 馬錦明慈善基金馬可賓紀念中學

## 鄰近街道／橋樑
- 澤豐街
- 青松觀路
- 澤豐橋
- 新和里
- 震寰路

## 所屬區議會
澤豐花園與大興邨北部樓宇（興耀樓、興平樓以及興輝樓）同屬屯門區議會下轄的興澤選區，前任區議員為屯門社區網絡成員曾振興。在立法會地區直選當中，澤豐花園屬於新界西（LC4）選區範圍之內。

### 歷屆議員
| 選區名稱 | 屆別                  | 議員   | 政治聯繫        | 政治聯繫                               | 議員           | 政治聯繫       | 政治聯繫                       |
| -------- | --------------------- | ------ | --------------- | -------------------------------------- | -------------- | -------------- | ------------------------------ |
| 屯門西北 | 1982年－1985年        | 吳灼棣 |                 | 無黨籍                                 | 聶澤棠         |                | 鄉事派                         |
| 大興     | 1985年－1988年        | 吳明欽 |                 | 公屋評議會 匯 匯點                     | 朱偉彬         |                | 公屋評議會                     |
| 大興     | 1988年－1991年        | 吳明欽 |                 | 公屋評議會 匯 匯點 → 港 港同盟 匯 匯點 | 朱偉彬         |                | 公屋評議會 → 港 港同盟 匯 匯點 |
| 大興     | 1991年－1992年        | 吳明欽 |                 | 港 港同盟 匯 匯點                      | 吳潤清         |                | 港 港同盟 匯 匯點              |
| 大興     | 1992年－1994年        | 何杏梅 |                 | 港 港同盟 匯 匯點                      | 吳潤清         |                | 港 港同盟 匯 匯點              |
| 大興北   | 1994年－1999年        | 陳文華 |                 | 民建聯                                 | 定為單議席選區 | 定為單議席選區 | 定為單議席選區                 |
| 興澤     | 2000年－2003年        | 徐帆   | 民建聯 · 工聯會 |                                        | 定為單議席選區 | 定為單議席選區 | 定為單議席選區                 |
| 興澤     | 2004年－2007年        | 徐帆   | 民建聯 · 工聯會 |                                        | 定為單議席選區 | 定為單議席選區 | 定為單議席選區                 |
| 興澤     | 2008年－2011年        | 徐帆   | 民建聯 · 工聯會 |                                        | 定為單議席選區 | 定為單議席選區 | 定為單議席選區                 |
| 興澤     | 2012年－2015年        | 徐帆   |                 | 工聯會                                 | 定為單議席選區 | 定為單議席選區 | 定為單議席選區                 |
| 興澤     | 2016年－2019年        | 徐帆   |                 | 工聯會                                 | 定為單議席選區 | 定為單議席選區 | 定為單議席選區                 |
| 興澤     | 2020年－2021年7月11日 | 曾振興 |                 | 屯 屯門社區網絡                        | 定為單議席選區 | 定為單議席選區 | 定為單議席選區                 |
| 興澤     | 2021年7月12日－2023年 | 待補選 | 待補選          | 待補選                                 | 定為單議席選區 | 定為單議席選區 | 定為單議席選區                 |